# Штефан Крафт
Штефан Крафт (нім. Stefan Kraft; нар. 13 травня 1993) — австрійський стрибун з трампліна, триразовий чемпіон світу, призер світових першостей, переможець Турне чотирьох трамплінів, призер чемпіонату світу з польотів на лижах.
Дві золоті медалі чемпіона світу Крафт привіз зі світової першості 2017 року, що проходила у фінському Лагті. Він виграв особисті змагання як на нормальному, так і на великому трампліні. Третю золоту медаль чемпіона світу він виборов 2021 року в німецькому Оберстдорфі на великому трампліні.
За підсумками сезонів 2016/17 та 2019/20 років Крафт вигравав Кубок світу в загальному заліку.

## Олімпійські ігри
| Рік  | Місто                     | НТ | ВТ | КВТ | ЗК  |
| ---- | ------------------------- | -- | -- | --- | --- |
| 2018 | Пхьончхан, Південна Корея | 13 | 18 | 4   | Н/Д |
| 2022 | Пекін, Китай              | 10 | 13 | 1   | 5   |

## Чемпіонат світу
| Рік  | Місто                  | НТ | ВТ | КВТ | ЗК |
| ---- | ---------------------- | -- | -- | --- | -- |
| 2013 | Валь-ді-Ф'ємме, Італія | 33 | 8  | —   | —  |
| 2015 | Фалун, Швеція          | 3  | 5  | 2   | 4  |
| 2017 | Лахті, Фінляндія       | 1  | 1  | 3   | 2  |
| 2019 | Зеефельд, Австрія      | 3  | 6  | 2   | 2  |
| 2021 | Оберстдорф, Німеччина  | 10 | 1  | 2   | 3  |